# Paronychia echinulata
Paronychia echinulata là loài thực vật có hoa thuộc họ Cẩm chướng. Loài này được Chater mô tả khoa học đầu tiên năm 1964.